# State of Confusion
State of Confusion es el decimonoveno álbum de estudio de la banda británica de rock The Kinks, lanzado a través de Arista Records. El sencillo "Come Dancing" llegó a posicionarse en el puesto número 6 de la lista Billboard Hot 100, siendo uno de sus mayores éxitos en Estados Unidos, igualando a "Tired of Waiting for You" que llegó al mismo puesto en 1965. El álbum también fue un éxito, llegando al puesto número doce del Billboard 200.

## Lista de canciones
- Todas las canciones compuestas por Ray Davies.

1. "State of Confusion" – 3:41
2. "Definite Maybe" – 4:27
3. "Labour of Love" – 3:54
4. "Come Dancing" – 3:54
5. "Property" – 4:19
6. "Don't Forget to Dance" – 4:34
7. "Young Conservatives" – 3:58
8. "Heart of Gold" – 4:02
9. "Clichés of the World (B Movie)" – 4:51
10. "Bernadette" – 3:41
11. "Long Distance" - 5.23 [sólo en la edición de casete]

### Pistas adicionales (reediciones en CD)
1. "Don't Forget to Dance (Original Extended Edit)" – 5:09
2. "Once a Thief" – 4:06
3. "Long Distance" – 5:23
4. "Noise" – 4:38

## Personal
- Ray Davies: voz, guitarra rítmica, sintetizadores, piano, producción
- Dave Davies: guitarra, voz (voz principal en "Bernadette")
- Mick Avory: batería
- Jim Rodford: bajo
- Ian Gibbons: teclados